# Elvir Baljić
Elvir Baljić (Sarajevo, 8 luglio 1974) è un allenatore di calcio ed ex calciatore bosniaco, di ruolo attaccante.

## Palmarès

### Giocatore

#### Competizioni nazionali
- Campionato turco: 1

Fenerbahçe: 2000-2001
- Coppa di Turchia: 1

Galatasaray: 2004-2005

#### Competizioni internazionali
- UEFA Champions League: 1

Real Madrid: 1999-2000